# Gunnar Malmquist
Karl Gunnar Malmquist (* 21. Februar 1893 in Ystad; † 27. Juni 1982) war ein schwedischer Astronom.
Malmquist studierte unter Carl Charlier am Alten Observatorium der Universität Lund. Von 1939 bis 1959 war er Professor für Astronomie an der Universität Uppsala. Der Asteroid Malmquista ist nach ihm benannt.

## Werke
- A study of the stars of spectral type A. Lund 1920.
- Researches on the distribution of the absolute magnitudes of the stars. Stockholm: Almqvist & Wiksell, 1924.
- A method of determining the arrangement in space of the stars. Stockholm, Almqvist & Wiksell, 1927.
- On the zero point of the period-luminosity curve. Uppsala 1927.
- Investigations on the stars in high galactic latitudes. Lund: Gleerup, 1927.
- Investigations on the stars in high galactic latitudes. II, Photographic magnitudes and colour indices of about 4500 stars near the north galactic pole. Stockholm: Almqvist & Wiksell, 1936.
- On the determination of colour indices with reflectors. Stockholm: Almqvist & Wiksell, 1938.
- A contribution to the absorption problem. Stockholm: Almqvist & Wiksell, 1939.
- A spectrophotometric survey of stars along the Milky Way. Uppsala 1954.